# Explosió cambriana

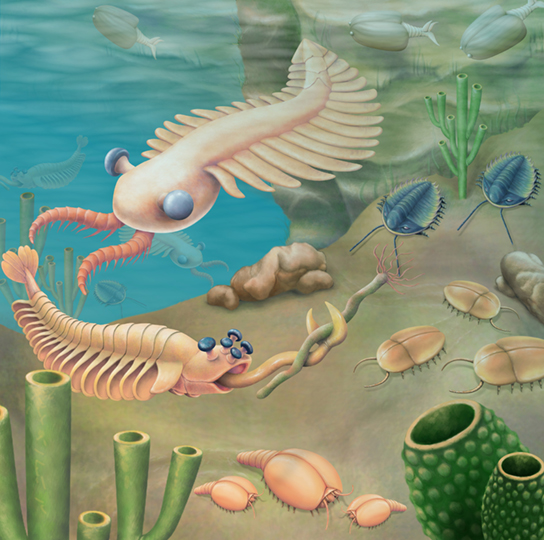
Dibuix de diverses espècies aparegudes durant l'explosió cambriana.

L'explosió cambriana és l'aparició sobtada (en un context geològic) de complexos organismes macroscòpics multicel·lulars entre fa 542 i fa 530 milions d'anys. Aquest període mostra una marcada transició en el registre fòssil amb l'aparició dels membres més antics de molts embrancaments de metazous (animals multicel·lulars), incloent-hi el primer vertebrat (Myllokunmingia). L'aparició «explosiva» d'aquesta radiació adaptativa ve causada tant per ràpids canvis evolutius com pels límits de la tecnologia anterior, que no podia identificar els microfòssils que eren la base del registre fòssil abans de l'explosió cambriana.
Des d'un punt de vista modern, la radiació aparentment explosiva a partir de començaments obscurs va ser en part un efecte de no tenir en compte els microfòssils, que eren a penes detectables amb la tecnologia del segle xix, i concentrar-se només en els macrofòssils de closca dura, que definien els embrancaments que ja estaven ben delimitats pels biòlegs del segle xix, i que eren tots metazous. De manera aparentment sobtada, a molts tipus de fòssils del Burgess Shale se'ls identificà trets esquelètics corporals ben obvis, mentre que les restes de la «fauna petita amb closca» dels inicis del Cambrià foren ignorats.
Amb el temps, els avenços en la tecnologia dels microscopis han revelat l'extensió dels microfòssils, més antics. Abans del descobriment del Burgess Shale (1909), no s'havien publicat mai investigacions sobre la fossilització d'organismes més antics sense esquelet, i tot el que no es coneixia sobre la vida anterior, encara per descobrir, va ser adscrit a un enorme espai de temps; el Precambrià, ara obsolet.
Algunes troballes més recents de microfòssils han demostrat que la vida del Precambrià consistia en quelcom més que organismes unicel·lulars o una simple fauna diploblàstica. El 1994, es varen trobar embrions triploblàstics fosfatats en unes roques de la Xina meridional. Tanmateix, abans d'aquest descobriment ja s'havien trobat indicis i proves de l'existència de triploblasts de l'Ediacarià.

## Causes de l'explosió cambriana
No hi ha cap causa que estigui universalment acceptada, i el tema és molt debatut en l'àmbit científic. S'ha proposat una ampla varietat de factors biològics i geològics com a possibles detonadors de l'explosió. Aquests factors van des de la competició ecològica fins a la fragmentació de Rodínia, passant per l'homeobox. Recentment, alguns científics han suggerit la possibilitat de canvis climàtics a gran escala, incloent-hi una glaciació quasi global.
És possible que l'explosió cambriana hagués estat precipitada per diversos canvis ambientals, que tingueren lloc durant aquest període i just abans. Primer hi hagué la glaciació Varanger, que va dur a la Terra bola de neu, en què gairebé tots, si no tots, els oceans van quedar completament coberts de glaç. Això va precedir un desglaç i un ràpid escalfament global, just abans de l'inici de l'explosió en si. En ecosistemes àrtics moderns, els organismes unicel·lulars sovint formen catifes en la part inferior de les capes de glaç per a maximitzar llur exposició a la llum solar. És possible que les adaptacions d'aquestes colònies també fossin presents en la formació dels primers animals triploblàstics, fa uns 570 milions d'anys. A més, l'ambient de la Terra bola de neu hauria presentat relativament pocs nínxols ecològics, de manera que el desglaç i l'escalfament global haurien donat un impuls perquè una evolució ràpida omplís molts ecosistemes.
L'augment del nivell d'oxigen atmosfèric durant l'Ediacarià pot haver tingut un paper important en l'aparició de grans metazous, que necessiten oxigen per a respirar. Obres recents han relacionat aquest increment en l'oxigen atmosfèric a canvis en els patrons globals d'erosió del sòl a partir del Criogenià i a la possible aparició de formes de vida terrestres primitives.

## Diversificació
Dels 20 embrancaments de metazous amb extensos registres fòssils, almenys 11 aparegueren al Cambrià. De la resta, un ja existia al Precambrià i els altres 8 aparegueren més recentment. Hi ha 12 embrancaments més, de cos tou i, per tant, amb registres fòssils pobres, però s'especula que un nombre important d'aquests també són d'origen cambrià.
Malgrat que aquest període és sens dubte un temps d'especial rellevància en termes de diversificació ràpida i l'aparició de noves formes, és possible que se sobreestimi aquesta importància per un enfocament massa exclusiu de les formes macroscòpiques a l'hora de definir i observar embrancaments. L'evidència molecular suggereix que almenys sis embrancaments d'animals havien seguit diferents camins evolutius ja en el Precambrià.
La simple diversitat de formes que es trobaren als esquists de Burgess i altres jaciments, ha fet que alguns siguin escèptics sobre el fet que un període de 10-15 milions d'anys hagués estat suficient per donar tanta varietat. Una vista recent és que l'explosió cambriana és la conclusió macroscòpica d'un llarg període d'evolució, iniciat uns 30 milions d'anys abans amb la innovació dels organismes multicel·lulars.

## Fases
Actualment, es reconeixen tres fases de l'explosió cambriana:
- Diversificació de metazous basals (esponges, ctenòfors i cnidaris) i bilaterals (541-521): tots dos grups ja eren presents durant l'Ediacarià. Aquesta diversificació va tenir lloc durant els primers 20 milions d'anys del Cambrià (Fortunià-Pis 2). D'aquesta època es reconeixen traces d'artròpodes i restes fòssils de les formes vermiformes d'ecdisozous (Cycloneuralia), lofotrocozous (Petits Fòssils amb closques) i metazous basals (esponges, ctenòfors i cnidaris).
- Diversificació de protòstoms (ecdisozous + lofotrocozous) (550-521 m.a.): diversificació i mineralització en dos polsos, aproximadament a la vegada, de clades lofotrocozous (hiòlits, braquiòpodes, entre altres) i clades no bilaterals, com els arqueociats, com els arqueociats artròpodes.
- Diversificació de deuteròstoms (521-514 ma.).

### Teoria de l'evolució
En 1859 Charles Darwin va parlar sobre aquest fenomen com una de les objeccions més grans contra la seva teoria d'evolució per selecció natural, però, actualment la teoria d'equilibri puntuat, una alternativa actual a la teoria de Darwin, explica l'aparició sobtada de diversos grups d'animals. Això pel fet que un augment en les modificacions físiques o anatòmiques (com el que va passar durant el Cambrià) estaria correlacionat igualment amb un augment en la modificacions genètiques. Durant el Cambrià, les taxes de modificacions físiques i genètiques dels artròpodes van ser 4 i 5,5 vegades més ràpides, respectivament. Per tant, un procés evolutiu que en circumstàncies normals prendria 150 milions d'anys, es va produir en tan sols 30 milions durant l'Explosió Cambriana.